# Rasheedat Ajibade
Rasheedat Ajibade (født 8. december 1998) er en kvindelig nigeriansk fodboldspiller, der spiller angreb for spanske Atlético Madrid i Liga F og Nigerias kvindefodboldlandshold. Hun blev i 2017 udnævnt som en af Afrikas 10 mest lovende talenter for fremtiden af fodboldmagasinet Goal.com.
Den 1. januar 2021 annoncerede hun sit skifte til den spanske storklub Atlético Madrid, på en to-årig aftale. Året efter, forlængede hun til 2025. Hun blev i juni 2023 udtaget til den officielle trup frem mod VM i fodbold 2023 i Australien/New Zealand.